# Frequência elétrica no Brasil

Formato de onda de 230 V / 50 Hz, em comparação com 120 V / 60 Hz

A frequência elétrica no Brasil é a frequência nominal das oscilações de corrente alternada (CA) em uma rede síncrona de transmissão de uma usina elétrica ao consumidor, no valor de  60 Hz (ciclos por segundo). 

## História
No Brasil, o maquinário elétrico foi originalmente importado tanto da Europa (que produzia equipamentos em 50 Hz, originários do padrão alemão implantado pela AEG), quanto dos Estados Unidos (que produziam equipamentos em 60 Hz, originários do padrão implantado pela Westinghouse), o que implicava que o país tinha ambos os padrões de acordo com cada região e distribuidora de energia. Em 1938, o governo federal, através do artigo 23, caput e § 3.º, do Decreto-Lei 852/1938 , determinou o objetivo de unificar o país inteiro sob o padrão de 50 Hz dentro de oito anos. Veio a Segunda Guerra Mundial e o artigo 6.º do Decreto-Lei 4.295/1942 prorrogou sem estabelecer nova data a determinação anterior.  A lei não funcionou, a padronização não ocorreu e, no início da década de 1960, foi decidido que o Brasil seria unificado sob o padrão de 60 Hz, porque a maioria das áreas desenvolvidas e industrializadas usava 60 Hz, a ausência de interligação entre os sistemas prejudicava o desenvolvimento do país e entre as décadas de 1940 e de 1950, mais de 70% do país havia passado a usar a frequência de 60Hz; e uma nova legislação, a Lei 4.454,  foi instituída unicamente com esse propósito em 1964. O Brasil passou por um programa de conversão de frequências para 60 Hz que só foi concluído em 1978.
Na década de 1970, quando o país estava terminando de padronizar a geração e a distribuição de energia em 60 Hz, durante as tratativas do projeto binacional (Brasil-Paraguai) da Usina Hidrelétrica de Itaipu: dadas a diferença e a incompatibilidade entre as redes dos dois países, o Brasil até propôs a conversão do sistema paraguaio para 60 Hz, mas diante da crise política e da resistência política do Paraguai, acabou decidido em novembro de 1977 que dos 20 geradores, 10 funcionariam no padrão brasileiro de 60 Hz e as outras 10 unidades funcionariam no padrão paraguaio de 50 Hz, com uma unidade conversora no Brasil para receber o excedente não utilizado pelo Paraguai, uma vez que a energia em 50 Hz não podia ser integrada diretamente ao sistema brasileiro.

## Cronologia
| Data                    | Legislação             | Frequência    | Descrição |
| ----------------------- | ---------------------- | ------------- | --- |
| 11 de novembro de 1938  | Decreto-Lei 852/1938   | 50 Hz         | Estabeleceu o padrão de 50 Hz para a energia gerada no país, com o prazo de oito anos para todas as empresas que produziam ou comercializassem energia funcionassem conforme o estipulado (artigo 23, caput c/c § 3.º). |
| 1942                    | —                      | 60 Hz → 50 Hz | Em função do DL 852/1938, vários municípios gaúchos que operavam em 60 Hz, tais como Caxias do Sul, Garibaldi, Tupanciretã e Rio Grande, tiveram a frequência para 50 Hz pela Companhia Estadual de Energia Elétrica (CEEE). |
| 13 de maio de 1942      | Decreto-Lei 4.295/1942 | 50 Hz         | O prazo do Decreto Lei 852/1938, originalmente improrrogável, foi prorrogado sem data estabelecida (artigo 6.º). |
| 25 de setembro de 1942  | Decreto 10.490/1942    | 60 Hz         | Estabeleceu o padrão de 60 Hz para o maquinário de uma usina hidroelétrica gerida pela Companhia Força e Luz de Minas Gerais na localidade de Santa Bárbara, Minas Gerais. |
| 10 de maio de 1948      | Decreto 24.942/1948    | 60 Hz         | Padronização de equipamento em 60 Hz para a Empresa Elétrica de Juazeiro, em Juazeiro do Norte, Ceará. |
| 5 de agosto de 1955     | Decreto 37.711/1955    | 50 Hz → 60 Hz | Estabeleceu 60 Hz para a The Pernambuco Tramways & Company Limited, que atuava no município de Recife, Pernambuco. |
| 29 de agosto de 1955    | Decreto 37.813/1955    | 50 Hz → 60 Hz | Estabeleceu 60 Hz para a Companhia Força e Luz do Nordeste do Brasil, que atuava no município de Maceió, Alagoas. |
| 26 de fevereiro de 1957 | Decreto 41.019/1957    | 50 Hz / 60 Hz | Regulamentou o serviço de energia elétrica no Brasil, admitindo o uso concorrente das frequências de 50 e 60 Hz, conforme a região em que estiverem instaladas (artigo 46). |
| 19 de maio de 1959      | Decreto 46.089/1959    | 50 Hz → 60 Hz | Estabeleceu 60 Hz para a Empresa Prada de Eletricidade, que atuava nos municípios de Porto Ferreira, Tambaú, Santa Cruz das Palmeiras e Santa Rita do Passa Quatro, em São Paulo. |
| 15 de setembro de 1959  | Decreto 46.844/1959    | 50 Hz → 60 Hz | Estabeleceu 60 Hz para a S.A. Centrais Elétricas Rio Claro, que atuava em Rio Claro e em vários municípios do interior de (São Paulo). |
| 15 de setembro de 1959  | Decreto 46.852/1959    | 50 Hz → 60 Hz | Estabeleceu 60 Hz para a Empresa Melhoramentos de Mogi-Guaçu, São Paulo. |
| 15 de setembro de 1959  | Decreto 46.859/1959    | 50 Hz → 60 Hz | Estabeleceu 60 Hz para a Companhia Sul Mineira de Eletricidade, que atuava em 57 municípios do sul de Minas Gerais. |
| 6 de novembro de 1964   | Lei 4.454/1964         | 60 Hz         | Adotou o padrão de 60 Hz para transmissão em todo o país, dentro de prazos e programas estabelecidos pelo Conselho Nacional de Águas e Energia Elétrica no Ministério de Minas e Energia (artigo 1.º). |
| janeiro de 1966         | —                      | 50 Hz → 60 Hz | Início da conversão de frequência para 50 para 60 Hz no estado da Guanabara, correspondente ao atual município do Rio de Janeiro, na região de Campo Grande, e em partes do norte e do sul do estado do Rio de Janeiro, excluindo a então capital Niterói e dentre outros, os municípios de Itaboraí, Maricá, Rio Bonito, São Gonçalo e Silva Jardim, que já operavam em 60 Hz. |
| outubro de 1970         | —                      | 50 Hz → 60 Hz | Final da conversão de frequência de 50 para 60 Hz em todo o estado da Guanabara - atual município do Rio de Janeiro. |
| novembro de 1976        | —                      | 50 Hz → 60 Hz | Paraty, a última sede municipal no estado do Rio de Janeiro a ainda funcionar em 50 Hz, é convertida para 60 Hz com a interligação com o sistema de energia regional e a desativação dos sistemas movidos a óleo diesel que operavam até então. |
| 1978                    | —                      | 50 Hz → 60 Hz | Em função da Lei 4.454/1964, a Companhia Estadual de Energia Elétrica (CEEE) terminou o processo de conversão de frequência de 50 para 60 Hz no Rio Grande do Sul, iniciado em 1969, em trabalho conjunto com a Eletrobrás e a Eletrosul. |